# Hunky Dory
Hunky Dory is het vierde studioalbum van David Bowie. Het werd op 17 december 1971 uitgegeven door RCA Records. De muziek werd opgenomen in de Trident Studios in Londen. Bowie verzorgde samen met Ken Scott de muzikale productie. 

## Tracklist
Kant A
1. "Changes" – 3:37
2. "Oh! You Pretty Things" – 3:12
3. "Eight Line Poem" – 2:55
4. "Life on Mars?" – 3:53
5. "Kooks" – 2:53
6. "Quicksand" – 5:08

Kant B
1. "Fill Your Heart" (Paul Williams, Biff Rose) – 3:07
2. "Andy Warhol" – 3:56
3. "Song for Bob Dylan" – 4:12
4. "Queen Bitch" – 3:18
5. "The Bewlay Brothers" – 5:22

Bonustracks op heruitgave 1990
1. "Bombers" – 2:38
2. "The Supermen (Alternate version)" – 2:41
3. "Quicksand (Demo version)" – 4:43
4. "The Bewlay Brothers (Alternate mix)" – 5:19

## Musici
- David Bowie - zang, gitaar, alt- en tenorsaxofoon
- Mick Ronson - gitaar, zang, Mellotron
- Rick Wakeman - piano
- Trevor Bolder - basgitaar, trompet
- Mick Woodmansey - drums